# Mirante do Vale

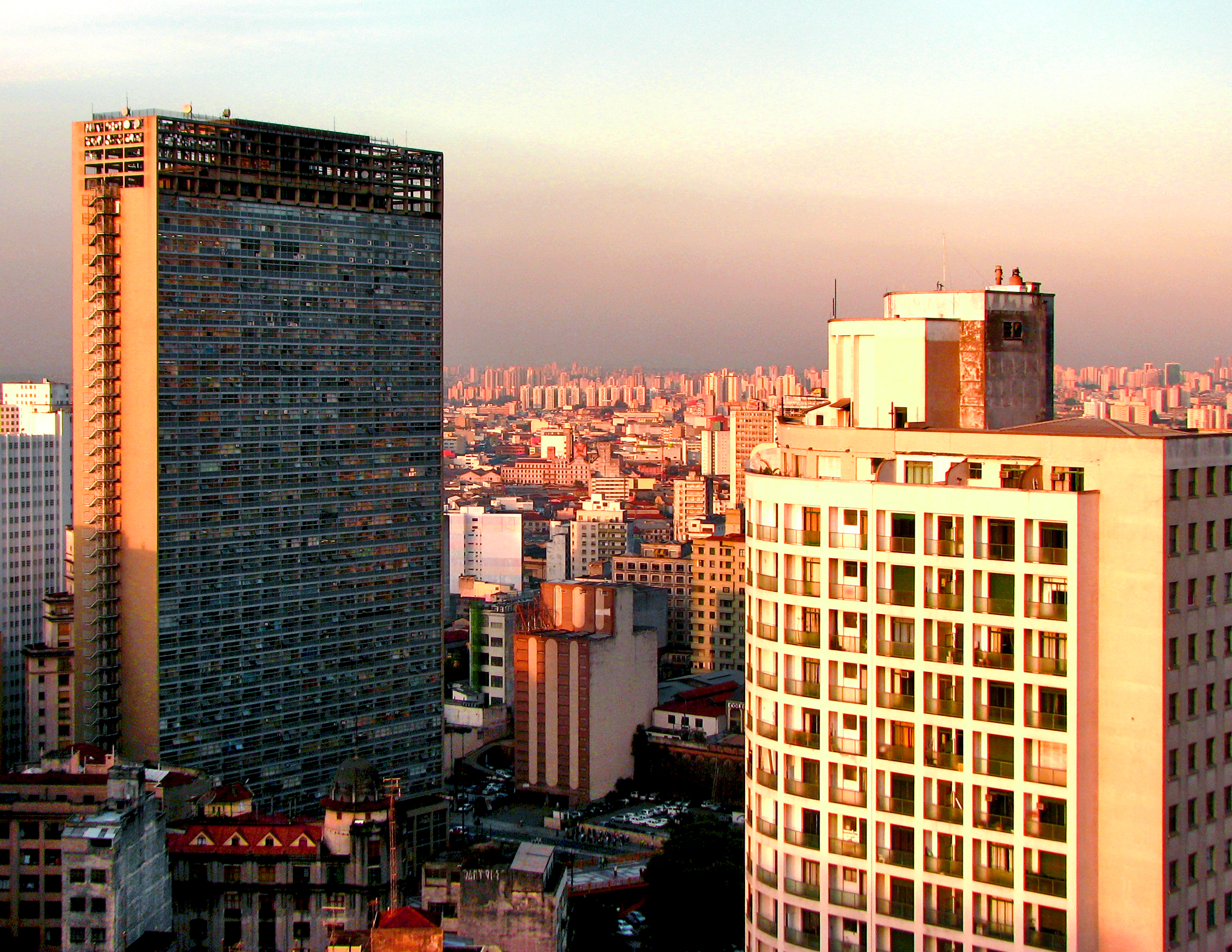
L'edifici Mirante do Vale

El Mirante do Vale (que en català significa Mirador de la Vall) és un edifici situat al centre històric de la ciutat de São Paulo. Amb 170 metres, és el gratacel més alt de Brasil. Es troba a l'Avinguda Prestes Maia i va ser inaugurat l'any 1960. Té 51 plantes.

## Canvis
El seu vell nom, Palácio Zarzur & Kogan, va ser canviat a l'actual nom l'any 1988, després de la seva última reforma, quan va ser instal·lada una gran escala d'evacuació en el seu costat exterior com a mesura de precaució, després de la gran tragèdia dels incendis en els edificis Joelma i Andraus.

## Curiositats
La població en general no sap que l'Edifici Mirante do Vale és el més alt de São Paulo i del Brasil, ja que està situat en una vall, el val do Anhangabaú, per tant molta gent pensa que l'edifici més alt de São Paulo és l'Edificio Italia, amb 168 metres, o l'Edifici Altino Arantes amb 161,20 metres, ja que els dos estan situats en àrees més altes del centre de São Paulo i tenen més èmfasi en el panorama urbà.